# Bloomfield Hills
Bloomfield Hills è un comune degli Stati Uniti d'America, situato nello Stato del Michigan, nella Contea di Oakland. La comunità fa parte dell'Area metropolitana di Detroit, nella zona a nord-ovest della metropoli.